# هايجو (مدينة)
هياجو (بالإنجليزية:Haeju) ، هي مدينة كورية شمالية، بني المدينة عام 2000م، ويسكن حاليا نحو 236.000 الف نسمة.

## المناخ
يظهر الجدول التالي التغييرات المناخية على مدار السنة لهايجو:
| البيانات المناخية لـهايجو                            | البيانات المناخية لـهايجو | البيانات المناخية لـهايجو | البيانات المناخية لـهايجو | البيانات المناخية لـهايجو | البيانات المناخية لـهايجو | البيانات المناخية لـهايجو | البيانات المناخية لـهايجو | البيانات المناخية لـهايجو | البيانات المناخية لـهايجو | البيانات المناخية لـهايجو | البيانات المناخية لـهايجو | البيانات المناخية لـهايجو | البيانات المناخية لـهايجو |
| الشهر                                                | يناير                     | فبراير                    | مارس                      | أبريل                     | مايو                      | يونيو                     | يوليو                     | أغسطس                     | سبتمبر                    | أكتوبر                    | نوفمبر                    | ديسمبر                    | المعدل السنوي             |
| ---------------------------------------------------- | ------------------------- | ------------------------- | ------------------------- | ------------------------- | ------------------------- | ------------------------- | ------------------------- | ------------------------- | ------------------------- | ------------------------- | ------------------------- | ------------------------- | ------------------------- |
| الدرجة القصوى °م (°ف)                                | 12.0 (53.6)               | 14.7 (58.5)               | 22.9 (73.2)               | 27.7 (81.9)               | 34.5 (94.1)               | 36.0 (96.8)               | 36.0 (96.8)               | 37.2 (99.0)               | 34.0 (93.2)               | 29.6 (85.3)               | 25.0 (77.0)               | 17.2 (63.0)               | 37.2 (99.0)               |
| متوسط درجة الحرارة الكبرى °م (°ف)                    | −0.4 (31.3)               | 1.8 (35.2)                | 7.8 (46.0)                | 15.3 (59.5)               | 20.5 (68.9)               | 24.8 (76.6)               | 27.7 (81.9)               | 28.8 (83.8)               | 24.8 (76.6)               | 18.7 (65.7)               | 11.2 (52.2)               | 2.2 (36.0)                | 15.2 (59.4)               |
| المتوسط اليومي °م (°ف)                               | −4.8 (23.4)               | −2.6 (27.3)               | 2.8 (37.0)                | 9.9 (49.8)                | 15.6 (60.1)               | 20.0 (68.0)               | 23.6 (74.5)               | 24.7 (76.5)               | 19.7 (67.5)               | 13.1 (55.6)               | 5.7 (42.3)                | −1.6 (29.1)               | 10.5 (50.9)               |
| متوسط درجة الحرارة الصغرى °م (°ف)                    | −8.7 (16.3)               | −6.8 (19.8)               | −1.0 (30.2)               | 5.6 (42.1)                | 11.0 (51.8)               | 16.1 (61.0)               | 21.2 (70.2)               | 21.8 (71.2)               | 16.1 (61.0)               | 8.9 (48.0)                | 2.3 (36.1)                | −5.6 (21.9)               | 6.7 (44.1)                |
| أدنى درجة حرارة °م (°ف)                              | −18.9 (−2.0)              | −19.0 (−2.2)              | −12.0 (10.4)              | −6.1 (21.0)               | 0.0 (32.0)                | 2.0 (35.6)                | 10.9 (51.6)               | 9.8 (49.6)                | 2.3 (36.1)                | −4.7 (23.5)               | −11.1 (12.0)              | −18.0 (−0.4)              | −19.0 (−2.2)              |
| الهطول مم (إنش)                                      | 15.5 (0.61)               | 14.9 (0.59)               | 32.6 (1.28)               | 67.2 (2.65)               | 81.4 (3.20)               | 119.7 (4.71)              | 344.7 (13.57)             | 259.7 (10.22)             | 113.0 (4.45)              | 38.2 (1.50)               | 36.2 (1.43)               | 24.4 (0.96)               | 1٬147٫5 (45.18)           |
| متوسط أيام هطول الأمطار (≥ 1.0 mm)                   | 3                         | 2                         | 5                         | 5                         | 6                         | 7                         | 14                        | 10                        | 6                         | 4                         | 6                         | 5                         | 73                        |
| متوسط الرطوبة النسبية (%)                            | 67                        | 64                        | 63                        | 64                        | 68                        | 76                        | 85                        | 79                        | 71                        | 66                        | 68                        | 70                        | 70                        |
| ساعات سطوع الشمس الشهرية                             | 188                       | 184                       | 213                       | 224                       | 235                       | 197                       | 133                       | 188                       | 210                       | 215                       | 164                       | 169                       | 2٬320                     |
| المصدر #1: الأرصاد الجوية الألمانية (sun, 1961–1990) |                           |                           |                           |                           |                           |                           |                           |                           |                           |                           |                           |                           |                           |
| المصدر #2: Meteo Climat (extremes, 1957–present)     |                           |                           |                           |                           |                           |                           |                           |                           |                           |                           |                           |                           |                           |

## توأمة
لهايجو (مدينة) اتفاقيات توأمة مع:
- أولان-أودي (2012 - )[9]

## أعلام
- إي سنغ مان
- كيم كوو
- كانغ جون هو